# Purpose World Tour
Purpose World Tour — третій всесвітній концертний тур канадського співака Джастіна Бібера на підтримку свого четвертого студійного альбому Purpose. Тур розпочався 9 березня 2016 року в Сіетлі, штат Вашингтон і повинен завершитися 6 вересня 2017 в Торонто (Канада).

## Анонс
Тур було анонсовано 11 листопада 2015 року на Шоу Елен Дедженерес. Того ж дня на сайті Джастіна Бібера було розміщено інформацію про 58 концертів у Сполучених Штатах і Канаді. Через величезний попит, додаткові виступи були організовані в Лос-Анджелесі, Атланті, Філадельфії, Бостоні, Маямі і Нью-Йорку, в цілому 64 концерти в Північній Америці.

## Сет-лист
Цей сет-лист був представлений під час виступу 9 березня 2016. Він не є незмінним для усіх концертів туру.
1. «Mark My Words»
2. «Where Are Ü Now»
3. «I'll Show You»
4. «The Feeling»
5. «Get Used to It»
6. «Love Yourself»
7. «Home to Mama»
8. «Boyfriend[en]»
9. «Been You»
10. «Company»
11. «No Sense»
12. «Hold Tight»
13. «No Pressure»
14. «As Long As You Love Me[en]»
15. «Children»
16. «Life is Worth Living»
17. «What Do You Mean?»
18. «Baby»
19. «Purpose»
20. «Sorry»

- Під час виступу у Ванкувері Бібер виконав пісню "One Less Lonely Girl" після «Love Yourself».[5]
- Під час декількох виступів Бібер виконав невидану пісню «Insecurities» в акустичному аранжуванні.[6]
- Під час першого шоу в Лос-Анджелесі Бібер виконав пісню «Confident» за участю спеціального гостя Chance the Rapper[en]. Під час цього ж виступу, Big Sean приєднався до Бібер під час виконання пісні «No Pressure».[7]
- Під час третього шоу в Лос-Анджелесі, американський ді-джей Skrillex приєднався до Бібер, щоб виконати пізню «Sorry».[8]
- Протягом декількох шоу Бібер виконав ще одну невидану пісню «Look At The Stars» в акустичному аранжуванні. Бібер розмістив відео виконання цієї пісню у своєму Instagram в січні 2016 року.[9]
- Під час першого шоу в Атланті, Ludacris приєднався до Бібера, щоб виконати пісню «Baby».[10]
- Під час другого шоу в Атланті, Ашер разом з Бібером виконав пісні «U Got It Bad[en]», «U Don't Have to Call[en]», «Lovers and Friends[en]» і «I Don't Mind[en]». Під час цього ж шоу, Akon приєднався до Бібера під час виконання пісні «I Wanna Love You[en]».[11]
- Під час шоу в Луїсвіллі, Оберн-Гіллсі, Бостоні, Вашингтоні, і другого виступу в Токіо, Бібер виконав кавер на пісню Джастіна Тімберлейка «Cry Me A River».[12]
- Під час шоу в Оттаві, Бібер виконав кавер на пісню пісня Delirious?[en] «I Could Sing Of Your Love Forever[en]» в акустичному аранжуванні.
- Під час шоу в Вінніпезі, Бібер присвятив виконання пісні «Purpose» Крістіні Гріммі. Гріммі померла 10 червня 2016 року, від вогнепальних поранень, яких вона зазнала під час нападу після її концерту в Орландо.[13]
- Під час виступу в Грінсборо, Балтіморі і Нью-Йорку, Бібер виконав кавер на пісню Трейсі Чепмен «Fast Car» в акустичному аранжуванні.
- Під час другого шоу в Нью-Йорку, Тревіс Скотт (репер) разом з Бібером виконав пісню «No Sense». Протягом цього ж шоу, Джейден Сміт приєднався до Бібер під час виконання пісні «Never Let You Go».[14]
- Під час шоу в Тіби, Бібер виконав «Cold Water[en]» в акустичному аранжуванні.[15]

## Дати туру
Джастін Бібер також виступить на церемоніях нагородження і фестивалях в дні, коли він не виступатиме в рамках туру.
| Дата              | Місто              | Країна                          | Місце                                                | Починає концерт                   | Заповненість залу             | Доходи           |
| Північна Америка  | Північна Америка   | Північна Америка                | Північна Америка                                     | Північна Америка                  | Північна Америка              | Північна Америка |
| ----------------- | ------------------ | ------------------------------- | ---------------------------------------------------- | --------------------------------- | ----------------------------- | ---------------- |
| 9 березня 2016    | Сіетл              | США                             | Кі-арена                                             | Корі Харпер Моксі Рея             | 12,227 / 12,227               | $1,316,780       |
| 11 березня 2016   | Ванкувер           | Канада                          | Роджерс-арена                                        | Корі Харпер Моксі Рея             | 14,648 / 14,648               | $1,337,020       |
| 13 березня 2016   | Портленд           | США                             | Мода-центр                                           | Корі Харпер Post Malone Моксі Рея | 14,146 / 14,146               | $1,336,071       |
| 15 березня 2016   | Сакраменто         | США                             | Sleep Train Arena                                    | Post Malone Моксі Рея             | 13,786 / 13,786               | $1,311,567       |
| 17 березня 2016   | Сан-Хосе           | США                             | SAP Center                                           | Post Malone Моксі Рея             | 13,508 / 13,508               | $1,427,847       |
| 18 березня 2016   | Окленд             | США                             | Оракл-арена                                          | Post Malone Моксі Рея             | 14,828 / 14,828               | $1,548,780       |
| 20 березня 2016   | Лос-Анджелес       | США                             | Стейплс-центр                                        | Post Malone Моксі Рея             | 41,445 / 41,445               | $4,365,483       |
| 21 березня 2016   | Лос-Анджелес       | США                             | Стейплс-центр                                        | Post Malone Моксі Рея             | 41,445 / 41,445               | $4,365,483       |
| 23 березня 2016   | Лос-Анджелес       | США                             | Стейплс-центр                                        | Post Malone Моксі Рея             | 41,445 / 41,445               | $4,365,483       |
| 25 березня 2016   | Лас-Вегас          | США                             | MGM Grand Garden Arena                               | Post Malone Моксі Рея             | 13,483 / 13,483               | $1,411,304       |
| 26 березня 2016   | Фресно             | США                             | Save Mart Center                                     | Post Malone Моксі Рея             | 11,874 / 11,874               | $1,154,574       |
| 29 березня 2016   | Сан-Дієго          | США                             | Valley View Casino Center                            | Post Malone Моксі Рея             | 11,571 / 11,571               | $1,120,203       |
| 30 березня 2016   | Глендейл           | США                             | Jobing.com-арена                                     | Post Malone Моксі Рея             | 13,550 / 13,550               | $1,319,238       |
| 2 квітня 2016     | Солт-Лейк-Сіті     | США                             | Вівінт-Смарт-Гоум-арена                              | Post Malone Моксі Рея             | 15,115 / 15,115               | $1,400,612       |
| 4 квітня 2016     | Денвер             | США                             | Пепсі-центр                                          | Post Malone Моксі Рея             | 13,910 / 13,910               | $1,457,492       |
| 6 квітня 2016     | Канзас-Сіті        | США                             | Sprint Center                                        | Post Malone Моксі Рея             | 13,701 / 13,701               | $1,277,252       |
| 7 квітня 2016     | Талса              | США                             | BOK Center                                           | Post Malone Моксі Рея             | 13,231 / 13,231               | $1,222,177       |
| 9 квітня 2016     | Х'юстон            | США                             | Тойота-центр                                         | Post Malone Моксі Рея             | 12,868 / 12,868               | $1,407,652       |
| 10 квітня 2016    | Даллас             | США                             | Американ-Ейрлайнс-центр                              | Post Malone Моксі Рея             | 14,764 / 14,764               | $1,563,920       |
| 12 квітня 2016    | Атланта            | США                             | Філіпс-арена                                         | Post Malone Моксі Рея             | 25,717 / 25,717               | $2,726,349       |
| 13 квітня 2016    | Атланта            | США                             | Філіпс-арена                                         | Post Malone Моксі Рея             | 25,717 / 25,717               | $2,726,349       |
| 19 квітня 2016    | Сент-Луїс          | США                             | Скоттрейд-центр                                      | Post Malone Моксі Рея             | 15,450 / 15,450               | $1,433,791       |
| 20 квітня 2016    | Луїсвілл           | США                             | KFC Yum! Center                                      | Post Malone Моксі Рея             | 16,496 / 16,496               | $1,513,138       |
| 22 квітня 2016    | Роузмонт           | США                             | Allstate Arena                                       | Post Malone Моксі Рея             | 28,519 / 28,519               | $2,952,529       |
| 23 квітня 2016    | Роузмонт           | США                             | Allstate Arena                                       | Post Malone Моксі Рея             | 28,519 / 28,519               | $2,952,529       |
| 25 квітня 2016    | Оберн-Гіллс        | США                             | Палас-оф-Аубурн-Гіллс                                | Post Malone Моксі Рея             | 14,795 / 14,795               | $1,538,259       |
| 26 квітня 2016    | Клівленд           | США                             | Квікен-Лонс-арена                                    | Post Malone Моксі Рея             | 16,028 / 16,028               | $1,480,206       |
| 28 квітня 2016    | Колумбус           | США                             | Schottenstein Center                                 | Post Malone Моксі Рея             | 13,919 / 13,919               | $1,331,983       |
| 29 квітня 2016    | Вашингтон          | США                             | Верайзон-центр                                       | Post Malone Моксі Рея             | 14,917 / 14,917               | $1,551,880       |
| 4 травня 2016     | Бруклін            | США                             | Барклайс-центр                                       | Post Malone Моксі Рея             | 29,470 / 29,470               | $3,075,262       |
| 5 травня 2016     | Бруклін            | США                             | Барклайс-центр                                       | Post Malone Моксі Рея             | 29,470 / 29,470               | $3,075,262       |
| 7 травня 2016     | Філадельфія        | США                             | Веллс Фарго Центр                                    | Post Malone Моксі Рея             | 30,535 / 30,535               | $3,131,498       |
| 8 травня 2016     | Філадельфія        | США                             | Веллс Фарго Центр                                    | Post Malone Моксі Рея             | 30,535 / 30,535               | $3,131,498       |
| 10 травня 2016    | Бостон             | США                             | Ті-Ді-Гарден                                         | Post Malone Моксі Рея             | 28,406 / 28,406               | $2,962,651       |
| 11 травня 2016    | Бостон             | США                             | Ті-Ді-Гарден                                         | Post Malone Моксі Рея             | 28,406 / 28,406               | $2,962,651       |
| 13 травня 2016    | Оттава             | Канада                          | Скошіабанк-плейс                                     | The Knocks Моксі Рея              | 13,697 / 13,697               | $1,297,390       |
| 14 травня 2016    | Квебек             | Канада                          | Centre Vidéotron                                     | The Knocks Моксі Рея              | 14,014 / 14,014               | $1,284,730       |
| 16 травня 2016    | Монреаль           | Канада                          | Белл-центр                                           | Post Malone Моксі Рея             | 15,956 / 15,956               | $1,473,300       |
| 18 травня 2016    | Торонто            | Канада                          | Ейр Канада Центр                                     | Post Malone Моксі Рея             | 31,482 / 31,482               | $2,906,010       |
| 19 травня 2016    | Торонто            | Канада                          | Ейр Канада Центр                                     | Post Malone Моксі Рея             | 31,482 / 31,482               | $2,906,010       |
| 11 червня 2016    | Вінніпег           | Канада                          | MTS Centre                                           | Моксі Рея                         | 12,228 / 12,228               | $1,210,850       |
| 13 червня 2016    | Калгарі            | Канада                          | Скоушабенк-Седдлдоум                                 | Post Malone Моксі Рея             | 12,944 / 12,944               | $1,269,300       |
| 14 червня 2016    | Едмонтон           | Канада                          | Рексалл-плейс                                        | Post Malone Моксі Рея             | 13,802 / 13,802               | $1,319,790       |
| 16 червня 2016    | Саскатун           | Канада                          | SaskTel Centre                                       | Post Malone Моксі Рея             | 12,741 / 12,741               | $1,179,080       |
| 18 червня 2016    | Фарґо              | США                             | Fargodome                                            | Post Malone Моксі Рея             | 12,451 / 12,451               | $1,177,819       |
| 19 червня 2016    | Міннеаполіс        | США                             | Таргет-центр                                         | Post Malone Моксі Рея             | 14,498 / 14,498               | $1,514,540       |
| 21 червня 2016    | Лінкольн           | США                             | Pinnacle Bank Arena                                  | Post Malone Моксі Рея             | 13,048 / 13,048               | $1,244,748       |
| 22 червня 2016    | Де-Мойн            | США                             | Wells Fargo Arena                                    | Post Malone Моксі Рея             | 13,086 / 13,086               | $1,251,093       |
| 24 червня 2016    | Цинциннаті         | США                             | U.S. Bank Arena                                      | Post Malone Моксі Рея             | 12,522 / 12,522               | $1,193,105       |
| 25 червня 2016    | Індіанаполіс       | США                             | Бенкерс Лайф-філдхаус                                | Post Malone Моксі Рея             | 14,403 / 14,403               | $1,363,344       |
| 27 червня 2016    | Нашвілл            | США                             | Соммет-центр                                         | Post Malone Моксі Рея             | 14,051 / 14,051               | $1,368,341       |
| 29 червня 2016    | Джексонвілл        | США                             | Jacksonville Veterans Memorial Arena                 | Post Malone Моксі Рея             | 11,590 / 11,590               | $1,116,384       |
| 30 червня 2016    | Орландо            | США                             | Емвей-Центр                                          | Post Malone Моксі Рея             | 13,282 / 13,282               | $1,273,025       |
| 2 липня 2016      | Маямі              | США                             | Американ-Ерлайнс-арена                               | Post Malone Моксі Рея             | 27,019 / 27,019               | $2,836,286       |
| 3 липня 2016      | Маямі              | США                             | Американ-Ерлайнс-арена                               | Post Malone Моксі Рея             | 27,019 / 27,019               | $2,836,286       |
| 6 липня 2016      | Ґрінсборо          | США                             | Greensboro Coliseum Complex                          | Post Malone Моксі Рея             | 14,832 / 14,832               | $1,421,008       |
| 7 липня 2016      | Балтимор           | США                             | Royal Farms Arena                                    | Post Malone Моксі Рея             | 13.325 / 13.325               | $1,199,139       |
| 9 липня 2016      | Ньюарк             | США                             | Пруденшл-центр                                       | Post Malone Моксі Рея             | 13,739 / 13,739               | $1,475,513       |
| 10 липня 2016     | Гартфорд           | США                             | XL Center                                            | Post Malone Моксі Рея             | 11,930 / 11,930               | $1,169,815       |
| 12 липня 2016     | Баффало            | США                             | Ейч-Ес-Бі-Сі-арена                                   | Post Malone Моксі Рея             | 14,424 / 14,424               | $1,376,691       |
| 13 липня 2016     | Піттсбург          | США                             | Consol Energy Center                                 | Post Malone Моксі Рея             | 14,508 / 14,508               | $1,353,964       |
| 15 липня 2016     | Атлантик-Сіті      | США                             | Boardwalk Hall                                       | Post Malone Моксі Рея             | 12,829 / 12,829               | $1,241,152       |
| 18 липня 2016     | Нью-Йорк           | США                             | Медісон-сквер-гарден                                 | Post Malone Моксі Рея             | 29,425 / 29,425               | $3,340,025       |
| 19 липня 2016     | Нью-Йорк           | США                             | Медісон-сквер-гарден                                 | Post Malone Моксі Рея             | 29,425 / 29,425               | $3,340,025       |
| Азія              |                    |                                 |                                                      |                                   |                               |                  |
| 13 серпня 2016    | Тіба               | Японія                          | Makuhari Messe                                       | Н/Д                               | —                             | —                |
| 14 серпня 2016    | Тіба               | Японія                          | Makuhari Messe                                       | Н/Д                               | —                             | —                |
| Європа            |                    |                                 |                                                      |                                   |                               |                  |
| 20 серпня 2016    | Челмсфорд          | Англія                          | Hylands Park                                         | Н/Д                               | Н/Д                           | Н/Д              |
| 21 серпня 2016    | Стаффордшир        | Англія                          | Weston Park                                          | Н/Д                               | Н/Д                           | Н/Д              |
| 8 вересня 2016    | Коупавогур         | Ісландія                        | Kórinn                                               | Sturla Atlas Вік Менса            | 34,893 / 34,893               | $5,009,776       |
| 9 вересня 2016    | Коупавогур         | Ісландія                        | Kórinn                                               | Sturla Atlas Вік Менса            | 34,893 / 34,893               | $5,009,776       |
| 14 вересня 2016   | Берлін             | Німеччина                       | Mercedes-Benz Arena                                  | Вік Менса                         | 13,314 / 13,314               | $1,196,419       |
| 16 вересня 2016   | Мюнхен             | Німеччина                       | Olympiahalle                                         | Вік Менса                         | 13,204 / 13,204               | $1,275,682       |
| 18 вересня 2016   | Кельн              | Німеччина                       | Ланксесс-Арена                                       | Вік Менса                         | 16,524 / 16,524               | $1,395,424       |
| 20 вересня 2016   | Париж              | Франція                         | АккорГотелс Арена                                    | The Knocks Вік Менса              | 32,179 / 32,179               | $2,576,668       |
| 21 вересня 2016   | Париж              | Франція                         | АккорГотелс Арена                                    | The Knocks Вік Менса              | 32,179 / 32,179               | $2,576,668       |
| 23 вересня 2016   | Осло               | Норвегія                        | Telenor Arena                                        | The Knocks                        | 45,234 / 45,234               | $3,950,933       |
| 24 вересня 2016   | Осло               | Норвегія                        | Telenor Arena                                        | The Knocks                        | 45,234 / 45,234               | $3,950,933       |
| 26 вересня 2016   | Гельсінкі          | Фінляндія                       | Hartwall Arena                                       | The Knocks                        | 23,354 / 23,354               | $2,486,010       |
| 27 вересня 2016   | Гельсінкі          | Фінляндія                       | Hartwall Arena                                       | The Knocks                        | 23,354 / 23,354               | $2,486,010       |
| 29 вересня 2016   | Стокгольм          | Швеція                          | Теле2 Арена                                          | The Knocks MiC Lowry              | 79,380 / 79,380               | $5,474,781       |
| 30 вересня 2016   | Стокгольм          | Швеція                          | Теле2 Арена                                          | The Knocks MiC Lowry              | 79,380 / 79,380               | $5,474,781       |
| 2 жовтня 2016     | Копенгаген         | Данія                           | Паркен                                               | The Knocks MiC Lowry              | 51,080 / 51,080               | $3,615,874       |
| 5 жовтня 2016     | Антверпен          | Бельгія                         | Sportpaleis                                          | The Knocks MiC Lowry              | 37,616 / 37,616               | $2,890,082       |
| 6 жовтня 2016     | Антверпен          | Бельгія                         | Sportpaleis                                          | The Knocks MiC Lowry              | 37,616 / 37,616               | $2,890,082       |
| 8 жовтня 2016     | Арнем              | Нідерланди                      | ГелреДом                                             | The Knocks MiC Lowry              | 70,428 / 70,428               | $5,236,048       |
| 9 жовтня 2016     | Арнем              | Нідерланди                      | ГелреДом                                             | The Knocks MiC Lowry              | 70,428 / 70,428               | $5,236,048       |
| 11 жовтня 2016    | Лондон             | Англія                          | O2 Арена                                             | The Knocks MiC Lowry              | 63,868 / 63,868               | $4,577,739       |
| 12 жовтня 2016    | Лондон             | Англія                          | O2 Арена                                             | The Knocks MiC Lowry              | 63,868 / 63,868               | $4,577,739       |
| 14 жовтня 2016    | Лондон             | Англія                          | O2 Арена                                             | The Knocks MiC Lowry              | 63,868 / 63,868               | $4,577,739       |
| 15 жовтня 2016    | Лондон             | Англія                          | O2 Арена                                             | The Knocks MiC Lowry              | 63,868 / 63,868               | $4,577,739       |
| 17 жовтня 2016    | Бірмінгем          | Англія                          | Barclaycard Arena                                    | The Knocks MiC Lowry              | 31,269 / 31,269               | $2,306,792       |
| 18 жовтня 2016    | Бірмінгем          | Англія                          | Barclaycard Arena                                    | The Knocks MiC Lowry              | 31,269 / 31,269               | $2,306,792       |
| 20 жовтня 2016    | Манчестер          | Англія                          | Манчестер Арена                                      | The Knocks MiC Lowry              | 49,586 / 49,586               | $3,562,525       |
| 21 жовтня 2016    | Манчестер          | Англія                          | Манчестер Арена                                      | The Knocks MiC Lowry              | 49,586 / 49,586               | $3,562,525       |
| 23 жовтня 2016    | Манчестер          | Англія                          | Манчестер Арена                                      | The Knocks MiC Lowry              | 49,586 / 49,586               | $3,562,525       |
| 24 жовтня 2016    | Бірмінгем          | Англія                          | Genting Arena                                        | The Knocks MiC Lowry              | 14,970 / 14,970               | $1,125,375       |
| 26 жовтня 2016    | Шеффілд            | Англія                          | Sheffield Arena                                      | The Knocks MiC Lowry              | 13,126 / 13,126               | $993,250         |
| 27 жовтня 2016    | Глазго             | Шотландія                       | The SSE Hydro                                        | The Knocks MiC Lowry              | 38,193 / 38,193               | $2,843,948       |
| 29 жовтня 2016    | Глазго             | Шотландія                       | The SSE Hydro                                        | The Knocks MiC Lowry              | 38,193 / 38,193               | $2,843,948       |
| 30 жовтня 2016    | Глазго             | Шотландія                       | The SSE Hydro                                        | The Knocks MiC Lowry              | 38,193 / 38,193               | $2,843,948       |
| 1 листопада 2016  | Дублін             | Ірландія                        | 3Arena                                               | The Knocks MiC Lowry              | 25,301 / 25,301               | $2,317,857       |
| 2 листопада 2016  | Дублін             | Ірландія                        | 3Arena                                               | The Knocks MiC Lowry              | 25,301 / 25,301               | $2,317,857       |
| 8 листопада 2016  | Відень             | Австрія                         | Wiener Stadthalle                                    | The Knocks MiC Lowry              | 15,988 / 15,988               | $1,423,671       |
| 9 листопада 2016  | Загреб             | Хорватія                        | Арена Загреб                                         | The Knocks MiC Lowry              | 18,103 / 18,103               | $1,335,840       |
| 11 листопада 2016 | Краків             | Польща                          | Краків Арена                                         | The Knocks MiC Lowry              | 16,010 / 16,010               | $1,264,730       |
| 12 листопада 2016 | Прага              | Чехія                           | O2 Arena Prague                                      | The Knocks MiC Lowry              | 18,384 / 18,384               | $1,119,815       |
| 14 листопада 2016 | Гамбург            | Німеччина                       | Barclaycard Arena Hamburg                            | The Knocks MiC Lowry              | 13,493 / 13,493               | $1,196,871       |
| 16 листопада 2016 | Франкфурт-на-Майні | Німеччина                       | Festhalle Frankfurt                                  | The Knocks MiC Lowry              | 12,185 / 12,185               | $1,231,065       |
| 17 листопада 2016 | Цюрих              | Швейцарія                       | Галленштадіон                                        | The Knocks MiC Lowry              | 13,735 / 13,735               | $1,443,039       |
| 19 листопада 2016 | Болонья            | Італія                          | Unipol Arena                                         | The Knocks MiC Lowry              | 27,418 / 27,418               | $2,033,361       |
| 20 листопада 2016 | Болонья            | Італія                          | Unipol Arena                                         | The Knocks MiC Lowry              | 27,418 / 27,418               | $2,033,361       |
| 22 листопада 2016 | Барселона          | Іспанія                         | Palau Sant Jordi                                     | The Knocks MiC Lowry              | 17,828 / 17,828               | $1,460,179       |
| 23 листопада 2016 | Мадрид             | Іспанія                         | Palacio de Deportes de la Comunidad de Madrid        | The Knocks MiC Lowry              | 14,730 / 14,730               | $1,292,438       |
| 25 листопада 2016 | Лісабон            | Португалія                      | MEO Arena                                            | The Knocks MiC Lowry              | 19,380 / 19,380               | $1,192,609       |
| 28 листопада 2016 | Лондон             | Англія                          | O2 Арена                                             | The Knocks MiC Lowry              | 32,366 / 32,366               | $2,412,820       |
| 29 листопада 2016 | Лондон             | Англія                          | O2 Арена                                             | The Knocks MiC Lowry              | 32,366 / 32,366               | $2,412,820       |
| Північна Америка  |                    |                                 |                                                      |                                   |                               |                  |
| 31 грудня 2016    | Маямі-Біч          | США                             | Fontainebleau Miami Beach                            | —                                 | —                             | —                |
| Латинська Америка |                    |                                 |                                                      |                                   |                               |                  |
| 15 лютого 2017    | Монтеррей          | Мексика                         | Estadio BBVA Bancomer                                | Н/Д                               | 46,602 / 46,602               | $3,656,627       |
| 18 лютого 2017    | Мехіко             | Мексика                         | Foro Sol                                             | Робін Шульц                       | 155,201 / 155,201             | $9,496,049       |
| 19 лютого 2017    | Мехіко             | Мексика                         | Foro Sol                                             | Робін Шульц                       | 155,201 / 155,201             | $9,496,049       |
| 21 лютого 2017    | Мехіко             | Мексика                         | Foro Sol                                             | Робін Шульц                       | 155,201 / 155,201             | $9,496,049       |
| Океанія           |                    |                                 |                                                      |                                   |                               |                  |
| 6 березня 2017    | Перт               | Австралія                       | nib Stadium                                          | Мартін Гаррікс Sheppard           | 24,129 / 24,129               | $2,769,661       |
| 10 березня 2017   | Мельбурн           | Австралія                       | Etihad Stadium                                       | Мартін Гаррікс Sheppard           | 54,821 / 54,821               | $5,385,714       |
| 13 березня 2017   | Брисбен            | Австралія                       | Suncorp Stadium                                      | Мартін Гаррікс Sheppard           | 41,000 / 41,000               | $4,180,157       |
| 15 березня 2017   | Сідней             | Австралія                       | ANZ Stadium                                          | Мартін Гаррікс Sheppard           | 65,836 / 65,836               | $6,224,571       |
| 18 березня 2017   | Окленд             | Нова Зеландія                   | Mt Smart Stadium                                     | Мартін Гаррікс Sheppard           | 35,420 / 35,420               | $3,591,944       |
| Латинська Америка |                    |                                 |                                                      |                                   |                               |                  |
| 23 березня 2017   | Сантьяго           | Чилі                            | Національний стадіон імені Хуліо Мартінеса Праданоса | Н/Д                               | 43,000 / 43,000               | $4,904,659       |
| 29 березня 2017   | Ріо-де-Жанейро     | Бразилія                        | Praça da Apoteose                                    | —                                 | —                             | —                |
| 1 квітня 2017     | Сан-Паулу          | Бразилія                        | Allianz Parque                                       | Руді Манкусо                      | —                             | —                |
| 2 квітня 2017     | Сан-Паулу          | Бразилія                        | Allianz Parque                                       | Руді Манкусо                      | —                             | —                |
| 5 квітня 2017     | Ліма               | Перу                            | Національний стадіон                                 | —                                 | —                             | —                |
| 8 квітня 2017     | Кіто               | Еквадор                         | Олімпійський стадіон                                 | —                                 | —                             | —                |
| 12 квітня 2017    | Богота             | Колумбія                        | Estadio El Campín                                    | Алі Стоун                         | —                             | —                |
| 15 квітня 2017    | Пунта-Кана         | Домініканська Республіка        | Hard Rock Hotel & Casino                             | —                                 | —                             | —                |
| 18 квітня 2017    | Сан-Хуан           | Пуерто-Рико                     | José Miguel Agrelot Coliseum                         | —                                 | —                             | —                |
| 21 квітня 2017    | Панама             | Панама                          | Figali Convention Center                             | —                                 | —                             | —                |
| 24 квітня 2017    | Сан-Хосе           | Коста-Рика                      | Estadio Nacional                                     | —                                 | —                             | —                |
| Азія              |                    |                                 |                                                      |                                   |                               |                  |
| 3 травня 2017     | Тель-Авів          | Ізраїль                         | Парк Яркон                                           | Static Бен Ель Таворі             | —                             | —                |
| 6 травня 2017     | Дубай              | Об'єднані Арабські Емірати      | Autism Rocks                                         | —                                 | —                             | —                |
| 10 травня 2017    | Мумбаї             | Індія                           | DY Patil Stadium                                     | Сартек Зайден Алан Вокер          | —                             | —                |
| Африка            |                    |                                 |                                                      |                                   |                               |                  |
| 14 травня 2017    | Йоганнесбург       | Південно-Африканська Республіка | ФНБ-Стедіум                                          | Sketchy Bongo                     | —                             | —                |
| 17 травня 2017    | Кейптаун           | Південно-Африканська Республіка | Кейптаун Стедіум                                     | Sketchy Bongo                     | —                             | —                |
| Європа            |                    |                                 |                                                      |                                   |                               |                  |
| 3 червня 2017     | Ландграф           | Нідерланди                      | Megaland                                             | Н/Д                               | Н/Д                           | Н/Д              |
| 5 червня 2017     | Орхус              | Данія                           | Jydsk Væddeløbsbane                                  | Rudimental Гнаш Goldroom          | —                             | —                |
| 7 червня 2017     | Ставангер          | Норвегія                        | Forus Travbane                                       | Н/Д                               | Н/Д                           | Н/Д              |
| 10 червня 2017    | Стокгольм          | Швеція                          | Gärdet Open Air Venue                                | Н/Д                               | Н/Д                           | Н/Д              |
| 15 червня 2017    | Берн               | Швейцарія                       | Стад де Суїсс                                        | Голзі                             | —                             | —                |
| 18 червня 2017    | Монца              | Італія                          | Автодром Монца                                       | Н/Д                               | Н/Д                           | Н/Д              |
| 21 червня 2017    | Дублін             | Ірландія                        | RDS Arena                                            | Голзі                             | —                             | —                |
| 24 червня 2017    | Лілль              | Франція                         | П'єр Моруа                                           | Н/Д                               | Н/Д                           | Н/Д              |
| 25 червня 2017    | Франкфурт          | Німеччина                       | Коммерцбанк-Арена                                    | Н/Д                               | Н/Д                           | Н/Д              |
| 30 червня 2017    | Кардіфф            | Уельс                           | Мілленіум                                            | Голзі                             | —                             | —                |
| 2 липня 2017      | Лондон             | Англія                          | Гайд-парк                                            | Мартін Гарікс Туве Лу Anne-Marie  | Н/Д                           | Н/Д              |
| Загалом           | Загалом            | Загалом                         | Загалом                                              | Загалом                           | 2,229,881 / 2,229,881 (100 %) | $198,984,963     |

## Скасовані шоу
| 29 липня 2017  | Арлінгтон     | США    | AT&T Стедіум                     | Непередбачувані обставини |
| 5 серпня 2017  | Пасадена      | США    | Rose Bowl                        | Непередбачувані обставини |
| 12 серпня 2017 | Денвер        | США    | Спортс Ауторіті Філд ет Майл-Хай | Непередбачувані обставини |
| 18 серпня 2017 | Міннеаполіс   | США    | U.S. Bank Stadium                | Непередбачувані обставини |
| 23 серпня 2017 | Іст-Ратерфорд | США    | Мет-Лайф Стедіум                 | Непередбачувані обставини |
| 24 серпня 2017 | Іст-Ратерфорд | США    | Мет-Лайф Стедіум                 | Непередбачувані обставини |
| 29 серпня 2017 | Фоксборо      | США    | Жилетт Стедіум                   | Непередбачувані обставини |
| 5 вересня 2017 | Торонто       | Канада | Роджерс Центр                    | Непередбачувані обставини |
| 6 вересня 2017 | Торонто       | Канада | Роджерс Центр                    | Непередбачувані обставини |

## Виноски
1. 1 2  Концерти 20 серпня 2016 в Челмсфорді, Англія в Hylands Park і 21 серпня 2015 в Стаффордширі, Англія в Weston Park були частиною фестивалю V Festival[en].
2. ↑  Концерт 3 червня 2017 року в Ландграфі, Нідерланди at Megaland буде частиною фестивалю Pinkpop Festival.[24]
3. ↑  Концерт 7 червня 2017 року в Ставангері, Норвегія на Forus Travbane буде частиною фестивалю Sommerfesten 2017.[25]
4. ↑  Концерт 10 червня 2017 концерт в Стокгольмі, Швеція в Gärdet буде частиною фестивалю Summerburst Festival 2017.[26]
5. ↑  Rонцерт 18 червня 2017 в Монці, Італія на автодром Монца буде частиною фестивалю I-Days[en].[27]
6. ↑  Концерт 24 червня 2017 року в Ліллі, Франція на стадіоні П'єр Моруа буде частиною фестивалю North Summer Festival.
[28]
7. ↑  Концерт 25 червня 2017 року у Франкфурті, Німеччина на Коммерцбанк-Арена буде частиною фестивалю Wireless Festival.
[28]
8. ↑  Концерт 2 липня 2017 року в Лондоні, Англія в Гайд-парку буде частиною фестивалю British Summer Time Festival.
[29]